# Виноделие в Венгрии
Виноделие в Венгрии — важная отрасль экономики Венгрии. История виноделия на Паннонской равнине насчитывает две с половиной тысячи лет. Венгрия известна своими белыми токайским винами, происходящими из региона Токай-Хедьялья (Токайские холмы). В начале XXI века в ЕС было принято решение именовать токайскими только вина из этого региона, разделённого в 1918 году по Трианонскому договору между Венгрией и Словакией. Токайские вина, именуемые в художественной литературе винами королей, — гордое наследие времён Венгерской короны. В последние десятилетия виноделие Венгрии возрождается после периода глубокого упадка.

## История виноделия
Виноделие на территории современной Венгрии возникло более двух тысяч лет назад — сначала виноградарством здесь занимались кельты, потом пришедшие на их место римляне, за которыми последовали мадьяры, принесшие на эту территорию свой уникальный язык.
Согласно письменным источникам римский император Проб, засадил виноградниками придунайские склоны ещё около 276 г. н. э. К XV веку виноделие получило очень широкое распространение, причем вырабатывались преимущественно белые вина.
К началу XVII века общая площадь венгерских виноградников составляла 572 230 га, однако в результате нашествия филлоксеры к концу XIX века около 75 % посадок были утрачены. Для восстановления посадок в 1875 году был предпринят ряд действий, который позволил к началу XX восстановить общую площадь до уровня 200 тысяч гектар. В результате двух Мировых войн, а по их завершении 50 лет коллективизации и укрупнения винодельческих хозяйств посадки снова сократились до 60-70 тысяч гектар. К настоящему времени виноградники Венгрии занимают более 110 тысяч га, а ежегодный объём производимой продукции достигает 3,5-4,5 млн гектолитров.

## Основные регионы виноделия
- Чонград (Csongrád)
- Хайош-Бая (Hajós-Baja)
- Куншаг (Kunság)
- Асар-Несмей (Ászár-Neszmély)
- Бадачонь (Badacsony)
- Балатонфюред-Чопак (Balatonfüred-Csopak)
- Балатонское взгорье (Balatonfelvidék)
- Этек-Буда (Etyek-Buda)
- Мор (Mór)
- Паннонхальма (Pannonhalma)
- Шомло (Somló)
- Шопрон (Sopron)
- Балатонбоглар (Balatonboglár)
- Печ и Подгорье Мечека (Pécs, Mecsekalja)
- Сексард (Szekszárd)
- Виллань (Villány)
- Подгорье Бюкка (Bükkalja)
- Эгер (Eger)
- Подгорье Матры (Mátra)
- Предгорье Токая (Tokaj)
- Прибалатонский (Balatonmellék)
- Тольна (Tolna)

## Известные производители
5 самых популярных виноделен в Венгрии:
1. Chateau Dereszla
2. Oremus
3. Sauska
4. Balatonboglar Winery
5. Royal Tokaji[1]

## Культивируемыесортавинограда
Белые сорта:
- Эзерйо (Ezerjó — «тысяча хорошо»)

Сорт популярен в регионе Мор. Традиционно выращивается без использования шпалер, с опорой на колах. Достаточно рано созревающий сорт, не слишком устойчивый к грибковым заболеваниям, в частности к серой гнили.
- Фурминт (Furmint)

Один из самых популярных белых сортов винограда в Венгрии. По данным Центра Аграрного Маркетинга страны в регионе Токай он занимает до 65 % всех площадей, занятых под виноградники. Используется для производства сухих и десертных вин, которые хорошо переносят продолжительное хранение.
- Харшлевелю (Hárslevelű — «липовый лист»)

Второй по популярности сорт в Токае, где занимает до 30 % площадей. Также распространен в других винодельческих регионах Венгрии. Дает легкие сухие вина, с цветочными ароматами в букете, а также минеральными нотами. Совместно с Фурминтом используется для производства десертных вин.
- Кекнелю (Kéknyelű — «синий стебель»)

Старинный сорт, сложный в агротехнике. Практически исчез с современной карты Венгрии, небольшие посадки сохраняются в районе горы Бадачонь.
- Лэанька (Leányka — «дочурка»)
- Мускат Люнель (Muscat Lunel)
- Мускат Жёлтый (Sárgamuskotály)
- Итальянский Рислинг (Olaszrizling, Welshrizling)

Распространен преимущественно в регионе озера Балатон. Используется для производства простых, легких сухих вин, часто употребляемых в виде «шпритца» (fröccs) — смеси вина с минеральной водой.
- Зета (Zeta)
- Сюркебарат (Szürkebarát — серый монах)
- Иршаи Оливер (Irsai Oliver)

Выведен в 1930 году в результате скрещивания сортов Пожони Фэхер (Братиславский белый) и Чабадёнде (Жемчужина Чабы). Комплексный сорт, двойного назначения — может использоваться как столовый виноград, а также для производства легких белых сухих вин. Преимущественно распространен в регионе Асар-Несмей.
- Черсеги Фюсереш (Cserszegi fűszeres — «пряный Черсега»)

Сорт винограда, выведенный в 1960 году селекционером Кароем Баконьи, в результате скрещивания Иршаи Оливера и Траминера Розового. Преимущественно распространен в регионе Асар-Несмей.
- Кирайлэанька (Királyleányka — «Королевская дочурка»)

Виноград трансильванского происхождения. Дает достаточно элегантные, легкие вина. Значительных насаждений нет, тем не менее в небольших участках встречается практически во всех винных регионах страны.
Красные сорта:
- Кадарка (Kadarka)
- Кекфранкош (Kékfrankos — «синее франкское»)
- Пино Нуар (Pinot noir, Blauburgunder)
- Цвайгельт (Zweigelt)
- Каберне Совиньон (Cabernet Sauvignon)
- Мерло (Merlot)
- Каберне Фран (Cabernet Franc)
- Португизер (Portugieser, Óportó)
- Фетяска Неагра (Fetească Neagră)

## Национальная классификация вин
- Különleges minőségű bor — вина высшего класса, контролируемые по происхождению;
- Minőségi bor — качественные (марочные) вина;
- Tájbor — местные вина;
- Asztali bor — столовые вина.